# Gerard van Swieten
Gerard van Swieten (n. 7 mai 1700 - d. 18 iunie 1772) a fost medic de origine olandeză care a profesat în Austria.

## Biografie
Născut în Olanda, la Leiden, Gerard van Swieten a fost unul din studenții străluciți ai lui Herman Boerhaave. În 1745 a devenit medicul personal al împărătesei Maria Terezia.

## Activitate

### Reforma sistemului sanitar
Gerard van Swieten a susținut transformarea serviciului public de sănătate și a sistemului de învățământ sanitar. Astfel, a introdus învățământul medical clinic, ceea ce permitea includerea experimentului și observației în cadrul pregătirii medicale.